# Uma Garota em Maus Lençóis
Uma Garota em Maus Lençóis é um filme brasileiro de 1970, dirigido por Wilson Silva, com argumento de Plínio Campos e roteiro de Wilson Silva e Sanin Cherques.

## Elenco
- Neide Aparecida ....Sônia[2]
- Arduíno Colassanti ....Raul Cavalheiro[2]
- Emiliano Queiroz ....Gato[1]
- Afonso Stuart ....Leonardo[2]
- Henriqueta Brieba ....Dona Risoleta[2]
- Flávio Migliaccio ....Mendigo[2]
- Carvalhinho ....Detetive[1]
- Duarte de Moraes....Comissário[1]
- Zilka Salaberry[2]
- Heloísa Helena[1]
- Suzy Arruda[1]
- Roberto Batalin[1]
- Oswaldo Louzada[1]

## Ligações Externas
- Uma Garota em Maus Lençóis. no IMDb.